# Wohnturm Eckersdorf

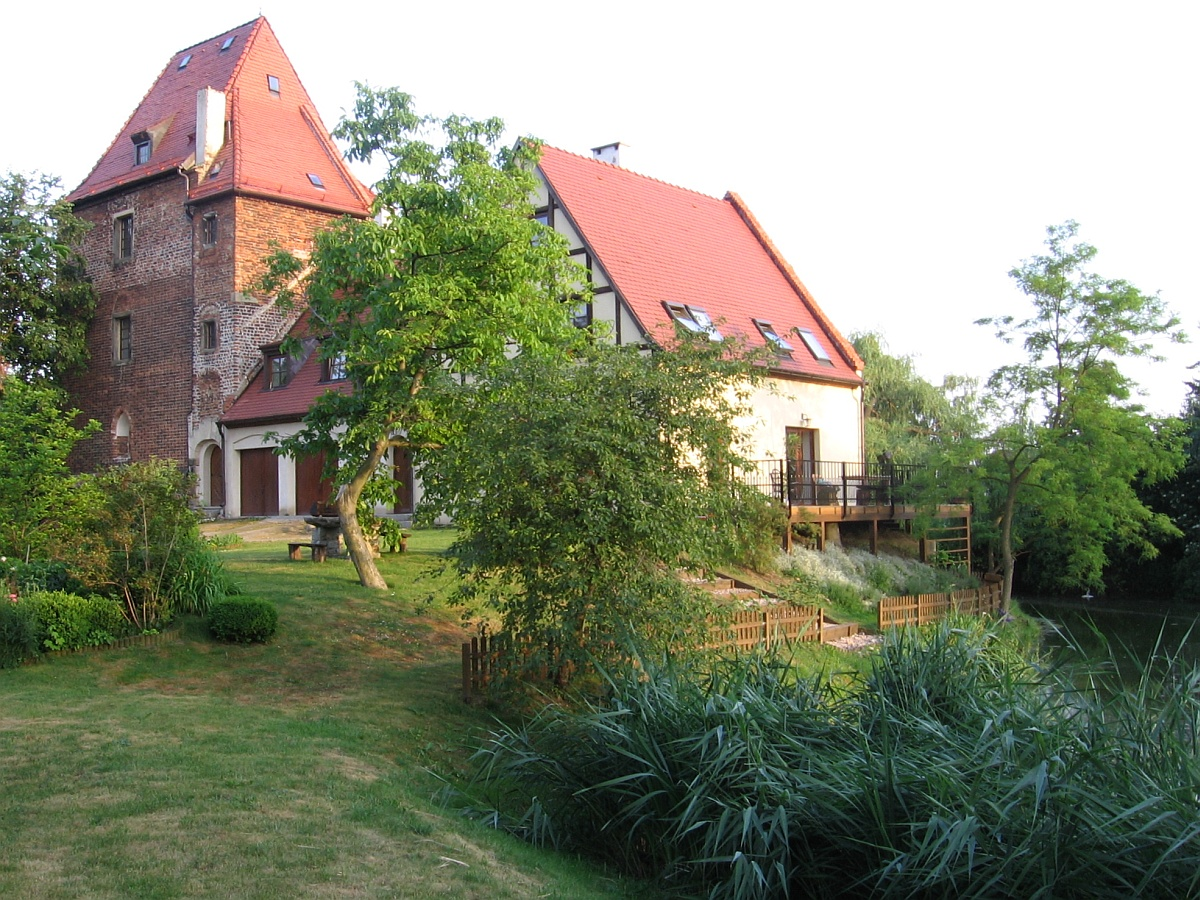
Wohnturm Eckersdorf 2006

Der Wohnturm Eckersdorf (polnisch Wieża mieszkalna w Biestrzykowie) ist ein gut erhaltener mittelalterlicher Wohnturm in Biestrzyków in der Stadt- und Landgemeinde Siechnice (Tschechnitz) im Powiat Wrocławski (Kreis Breslau) in der Woiwodschaft Niederschlesien in Polen. Der Bau gehört neben dem Wohnturm Boberröhrsdorf zu den besterhaltenen mittelalterlichen Wohntürmen in Schlesien.

## Geschichte
Der erstmals urkundlich 1411 in einer Verkaufsurkunde belegte Wohnturm gehörte zum Hofgut Eckersdorf, das seit vor 1382 im Besitz des Breslauer Domkapitels war.
Der dreigeschossige Wohnturm wurde vermutlich im 14. Jahrhundert als Ziegelrohbau errichtet und später verputzt. An der Westseite wurde im 16. Jahrhundert ein Treppenhaus angefügt. Weitere bauliche Veränderungen erfolgten in der Barockzeit. Das Kellergeschoss sowie die beiden unteren Stockwerke sind eingewölbt. Das Erdgeschoss wurde vermutlich als Kapelle genutzt.
Das Dach ist steil und an den Schmalseiten abgewalmt. Im Erdgeschoss ist nach Norden und Süden je ein spitzbogig geschlossenes Fenster eingelassen, an der Ostseite befinden sich drei Spitzbogenfenster. Die rechteckigen Fensteröffnungen in den beiden Obergeschossen haben eine barocke Putzumrahmung mit Ohrung. An der Nordseite befindet sich ein rundbogiges, bis auf ein rechteckiges Fenster vermauertes Portal und in den Obergeschossen je ein Rechteckfenster.
Bei Kriegsende 1945, als dessen Folge Schlesien an Polen fiel, ist der Wohnturm ausgebrannt. Nach der politischen Wende von 1989 wurde er vor 2002 restauriert.